# Gareth Peirce
Gareth Peirce (Cheltenham, 27 marzo 1940) è un'avvocatessa inglese.
Ha studiato all'Università di Oxford e alla London School of Economics and Political Science. È nota per il suo impegno in casi di alto profilo nei quali ha rappresentato tra gli altri i Sei di Birmingham e i Guildford Four, i quattro irlandesi ingiustamente condannati per terrorismo e infine scagionati. Dalla vicenda nel 1993 è stato tratto il film Nel nome del padre, con Emma Thompson nel ruolo di Peirce. Dal 2011 rappresenta Julian Assange nel caso di estradizione in Svezia.